# Snežnica
Snežnica (bis 1927 auch Snažnica; ungarisch Havas – bis 1907 Sznazsnica) ist eine Gemeinde im Nordwesten der Slowakei mit 1129 Einwohnern (Stand 31. Dezember 2024) und liegt im Okres Kysucké Nové Mesto, einem Kreis des Žilinský kraj und zugleich in der traditionellen Landschaft Kysuce.

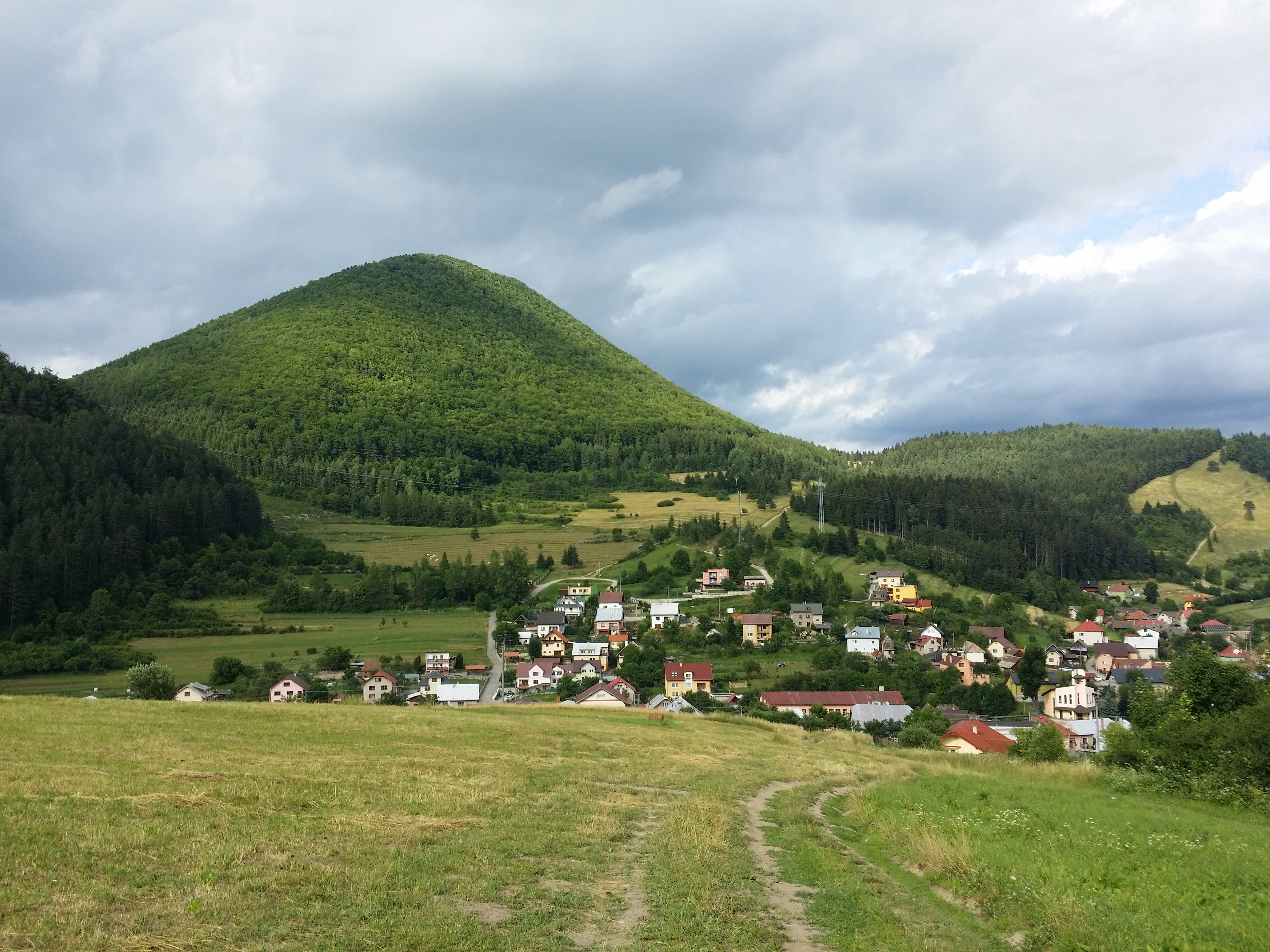
Snežnica

## Geographie
Die Gemeinde befindet sich am Westrand des Berglandes Kysucká vrchovina in einem engen Tal des Baches Snežnica (Fluss Kysuca). Das Ortszentrum liegt auf einer Höhe von 404 m n.m. und ist sieben Kilometer von Kysucké Nové Mesto sowie elf Kilometer von Žilina entfernt.
Snežnica hat fünf genannte Ortsteile, die jedoch inoffiziell sind: Dúbravka, Hore Jarčie, Hôrka, Pod Vreteňom und Prúty.
Nachbargemeinden sind Radoľa im Norden, Žilina (Stadtteil Zástranie) im Osten, kurz Teplička nad Váhom im Süden, wieder Žilina (Stadtteile Zádubnie und Brodno) im Südwesten und Kysucké Nové Mesto (Stadtteil Oškerda) im Nordwesten.

## Geschichte
Der Ort wurde zum ersten Mal 1426 als Szneznycz schriftlich erwähnt und gehörte anfangs dem Herrschaftsgut der Burg Strečno, dann ab dem 16. Jahrhundert bis zum Ende der Leibeigenschaft jenem von Starý hrad. 1598 hatte die Ortschaft zehn Häuser und eine Mühle, 1828 zählte man 40 Häuser und 309 Einwohner, die in der Forst- und Landwirtschaft sowie als Drahtbinder und Hirten beschäftigt waren.
Bis 1918 gehörte der im Komitat Trentschin liegende Ort zum Königreich Ungarn und kam danach zur Tschechoslowakei beziehungsweise heute Slowakei.

## Bevölkerung
| Jahr                | 1994 | 2004     | 2014    | 2024     |
| ------------------- | ---- | -------- | ------- | -------- |
| Anzahl der Personen | 893  | 987      | 988     | 1129     |
| Unterschied         |      | +10,52 % | +0,10 % | +14,27 % |

| Jahr                | 2023 | 2024    |
| ------------------- | ---- | ------- |
| Anzahl der Personen | 1127 | 1129    |
| Unterschied         |      | +0,17 % |

Nach der Volkszählung 2011 wohnten in Snežnica 987 Einwohner, davon 946 Slowaken, drei Ukrainer und ein Tscheche. 37 Einwohner machten diesbezüglich keine Angabe. 857 Einwohner bekannten sich zur römisch-katholischen Kirche, neun Einwohner zur evangelischen Kirche A. B., drei Einwohner zur Brüderkirche und zwei Einwohner zur orthodoxen Kirche; ein Einwohner bekannte sich zu einer anderen Konfession. 32 Einwohner waren konfessionslos und bei 77 Einwohnern wurde die Konfession nicht ermittelt.

## Bauwerke
- Glockenturm im klassizistischen Stil aus dem 19. Jahrhundert